# لئو لوپز (بازیکن فوتبال)
لئو لوپز (انگلیسی: Leo López؛ زادهٔ ۱۵ اکتبر ۱۹۷۰) بازیکن فوتبال اهل اسپانیا است.